# Jean-Baptiste Gourion

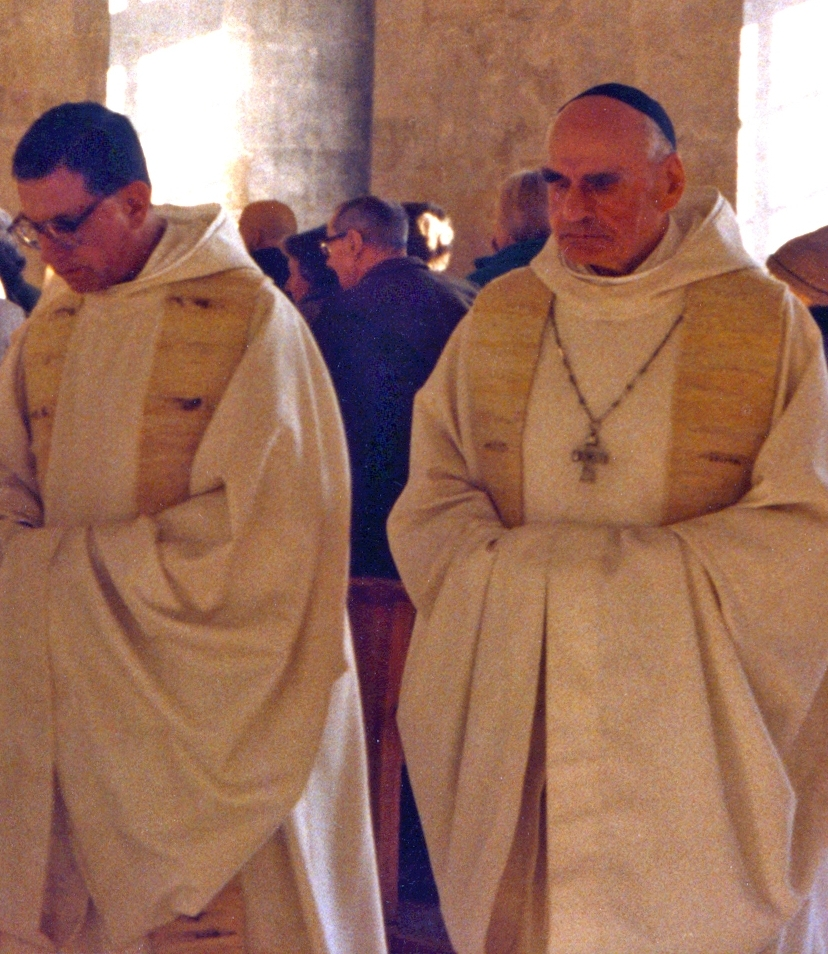
Abt Dom Paul Grammont (rechts) und Jean-Baptiste Gourion in der Kirche der Abtei Le Bec

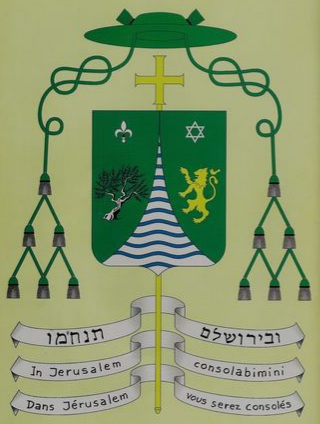

Jean-Baptiste Gourion OSB (* 24. Oktober 1934 in Oran; † 23. Juni 2005 in Jerusalem) war ein Benediktiner-Abt jüdischer Herkunft und römisch-katholischer Weihbischof im Lateinischen Patriarchat von Jerusalem.

## Leben
Jean-Louis Gourion entstammte einer jüdischen Familie, ging in Oran zur Schule und studierte in Paris. Am 5. April 1958 empfing er in der Benediktiner abtei Le Bec (Frankreich) die christliche Taufe und trat 1961 in dieses Kloster ein. Am 12. Dezember 1965 erhielt er die Priesterweihe. 1976 ging er mit zwei Mitbrüdern nach Israel und gründete dort im arabischen Dorf Abu Gosch bei den Ruinen einer Kreuzfahrerkirche ein Benediktinerkloster, als dessen Vorsteher er in der Folgezeit wirkte. Nach Erhebung des Klosters zur Abtei wurde er am 11. Juli 1999 zum Abt geweiht.
1990 bestellte ihn der Lateinische Patriarch von Jerusalem zum Patriarchalvikar für die kleine katholische Gemeinschaft hebräischer Sprache im Heiligen Land (L'Oeuvre de Saint Jacques l'Apôtre). Am 14. August 2003 ernannte ihn Papst Johannes Paul II. zum Titularbischof von Lydda und zum Weihbischof des Lateinischen Patriarchen von Jerusalem für die örtliche hebräisch-katholische Kommunität. Patriarch Michel Sabbah erteilte ihm die Bischofsweihe am 9. September 2003. Mitkonsekratoren waren der emeritierte Präsident des Päpstlichen Rates für Gerechtigkeit und Frieden, Roger Kardinal Etchegaray, und der Apostolische Nuntius in Israel und Apostolische Delegat für Jerusalem und Palästina, Erzbischof Pietro Sambi.